# Lista de deputados federais do Brasil da 39.ª legislatura
Esta é a lista de deputados federais do Brasil da 39.ª legislatura do Congresso Nacional. Inclui-se o nome civil dos parlamentares, o partido ao qual eram filiados na data da posse e a quantidade de votos que receberam para sua eleição, sua unidade federativa de origem, bem como outras informações. Esta legislatura da Câmara dos Deputados durou de 1.º de fevereiro de 1951 a 31 de janeiro de 1955.

## Composição das bancadas
| Partido | Líder                   | Bancada   | Posição  |
| ------- | ----------------------- | --------- | -------- |
| PSD     | Benedito Valadares (MG) | 112 / 304 | Governo  |
| UDN     | Jorge Lacerda (SC)      | 81 / 304  | Oposição |
| PTB     | Brochado da Rocha (RS)  | 51 / 304  | Governo  |
| PSP     | Paulo Lauro (SP)        | 24 / 304  | Governo  |
| PR      | Dix-Huit Rosado (RN)    | 11 / 304  | Governo  |
| PST     | Afonso Matos (MA)       | 9 / 304   | Oposição |
| PL      | Raul Pilla (RS)         | 5 / 304   | Oposição |
| PTN     | Emilio Carlos (SP)      | 5 / 304   | Oposição |
| PRP     | Ponciano dos Santos(ES) | 2 / 304   | Oposição |
| PDC     | André Araújo (AM)       | 2 / 304   | Oposição |
| PSB     | Orlando Dantas (SE)     | 1 / 304   | Oposição |

## Mesa diretora
| Imagem | Cargo              | Nome                                                     | Partido | Estado            |
| ------ | ------------------ | -------------------------------------------------------- | ------- | ----------------- |
|        | Presidente         | Nereu Ramos (Nereu de Oliveira Ramos)                    | PSD     | Santa Catarina    |
|        | 1° vice-presidente | Abelardo Mata (Abelardo dos Santos Mata)                 | PTB     | Rio de Janeiro    |
|        | 2° vice-presidente | José Magalhães Pinto (José de Magalhães Pinto)           | UDN     | Minas Gerais      |
|        | 1° secretário      | Jarbas Maranhão (Jarbas Cardoso de Albuquerque Maranhão) | PSD     | Pernambuco        |
|        | 2° secretário      | Benjamin Farah (Benjamin Miguel Farah)                   | PTB     | Distrito Federal  |
|        | 3° secretário      | Benedito Manhães Barreto                                 | PSP     | São Paulo         |
|        | 4° secretário      | Rui Araújo                                               | PSD     | Amazonas          |
|        | 1° suplente        | Benedito Lago (Benedito de Carvalho Lago)                | PST     | Maranhão          |
|        | 2° suplente        | Nelson Carneiro (Nelson de Souza Carneiro)               | PSD     | Bahia             |
|        | 3° suplente        | Manoel Novaes (Manoel Cavalcanti Novaes)                 | PR      | Bahia             |
|        | 4° suplente        | Coelho de Souza (José Conceição Pereira Coelho de Souza) | PL      | Rio Grande do Sul |

## Relação de deputados
São relacionados os candidatos eleitos com informações complementares da Câmara dos Deputados.
| Deputados e unidades federativas                                         | Partido                                                                  | Votação |
| Acre                                                                     | Acre                                                                     | Acre    |
| ------------------------------------------------------------------------ | ------------------------------------------------------------------------ | ------- |
| José Guiomard                                                            | PSD                                                                      | 3.900   |
| Oscar Passos                                                             | PTB                                                                      | 2.035   |
| Alagoas                                                                  |                                                                          |         |
| Freitas Cavalcanti                                                       | UDN                                                                      | 9.896   |
| Rui Palmeira                                                             | UDN                                                                      | 8.370   |
| Ary Pitombo                                                              | PST                                                                      | 7.041   |
| Joaquim Viegas                                                           | PST                                                                      | 5.516   |
| Medeiros Neto                                                            | PSD                                                                      | 5.047   |
| Mário Gomes de Barros                                                    | UDN                                                                      | 4.344   |
| Mendonça Júnior                                                          | PSD                                                                      | 3.985   |
| Muniz Falcão                                                             | PST                                                                      | 3.894   |
| Mendonça Braga                                                           | PST                                                                      | 3.428   |
| Amapá                                                                    |                                                                          |         |
| Coaracy Nunes                                                            | PSD                                                                      | 4.133   |
| Amazonas                                                                 |                                                                          |         |
| Plínio Coelho                                                            | PTB                                                                      | 4.031   |
| Antônio Maia                                                             | PSD                                                                      | 3.957   |
| André Araújo                                                             | PDC                                                                      | 3.938   |
| Rui Araújo                                                               | PSD                                                                      | 3.750   |
| Jaime Araújo                                                             | UDN                                                                      | 2.898   |
| Paulo Nery                                                               | UDN                                                                      | 2.758   |
| Pereira da Silva                                                         | PSD                                                                      | 2.703   |
| Bahia                                                                    |                                                                          |         |
| Manoel Novaes                                                            | PR                                                                       | 33.200  |
| Antônio Balbino                                                          | PSD                                                                      | 25.339  |
| Joel Presídio                                                            | PTB                                                                      | 23.688  |
| Oliveira Brito                                                           | PSD                                                                      | 20.799  |
| Dantas Junior                                                            | UDN                                                                      | 18.575  |
| Vieira de Melo                                                           | PSD                                                                      | 18.423  |
| Vasco Filho                                                              | UDN                                                                      | 17.583  |
| Lafaiete Coutinho                                                        | UDN                                                                      | 16.711  |
| Nelson Carneiro                                                          | PSD                                                                      | 15.719  |
| Abelardo Andrea                                                          | PTB                                                                      | 15.473  |
| Nestor Duarte                                                            | UDN                                                                      | 13.872  |
| Rafael Cincurá                                                           | UDN                                                                      | 13.567  |
| Luís Viana Filho                                                         | UDN                                                                      | 13.386  |
| Aliomar Baleeiro                                                         | UDN                                                                      | 13.325  |
| Hélio Cabal                                                              | PR                                                                       | 12.767  |
| Carlos Valadares                                                         | PSD                                                                      | 12.386  |
| Aloysio de Castro                                                        | PSD                                                                      | 12.103  |
| Rui Santos                                                               | UDN                                                                      | 12.080  |
| José Guimarães                                                           | PR                                                                       | 11.729  |
| Augusto Viana                                                            | PR                                                                       | 11.279  |
| Eduardo Catalão                                                          | PTB                                                                      | 10.463  |
| Jaime Teixeira                                                           | PSD                                                                      | 10.276  |
| Berbert de Castro                                                        | PSD                                                                      | 10.237  |
| Negreiros Falcão                                                         | PSD                                                                      | 9.264   |
| Aziz Maron                                                               | PTB                                                                      | 8.568   |
| Ceará                                                                    |                                                                          |         |
| Antônio Horácio                                                          | PSD                                                                      | 23.451  |
| Armando Falcão                                                           | PSD                                                                      | 21.905  |
| Virgílio Távora                                                          | UDN                                                                      | 21.309  |
| Paulo Sarasate                                                           | UDN                                                                      | 20.374  |
| Francisco Monte                                                          | PSD                                                                      | 19.689  |
| Gentil Barreira                                                          | UDN                                                                      | 19.579  |
| Sá Cavalcanti                                                            | PSD                                                                      | 19.565  |
| Menezes Pimentel                                                         | PSD                                                                      | 17.966  |
| Parsifal Barroso                                                         | PSD                                                                      | 16.789  |
| Otávio Lobo                                                              | PSD                                                                      | 16.117  |
| Alfredo Barreira                                                         | UDN                                                                      | 15.774  |
| Adolfo Gentil                                                            | PSD                                                                      | 15.479  |
| Alencar Araripe                                                          | UDN                                                                      | 14.758  |
| Leão Sampaio                                                             | UDN                                                                      | 14.029  |
| Adail Cavalcanti                                                         | UDN                                                                      | 12.625  |
| Humberto Moura                                                           | UDN                                                                      | 12.153  |
| Walter Sá                                                                | PSP                                                                      | 11.292  |
| Distrito Federal                                                         |                                                                          |         |
| Esta seção está vazia. Você pode ajudar acrescentando informações a ela. |                                                                          |         |
| Espírito Santo                                                           |                                                                          |         |
| Ponciano dos Santos                                                      | PRP                                                                      | 11.150  |
| Napoleão Fontenele                                                       | PSD                                                                      | 10.281  |
| Eurico Sales                                                             | PSD                                                                      | 9.990   |
| Dulcino Monteiro                                                         | UDN                                                                      | 9.152   |
| Francisco Aguiar                                                         | PSD                                                                      | 6.541   |
| Álvaro Castelo                                                           | PSD                                                                      | 5.994   |
| Wilson Cunha                                                             | PR                                                                       | 4.606   |
| Goiás                                                                    |                                                                          |         |
| Paulo Fleury                                                             | PSD                                                                      | 16.015  |
| Jales Machado                                                            | UDN                                                                      | 9.516   |
| Galeno Paranhos                                                          | PSD                                                                      | 9.496   |
| José Fleury                                                              | UDN                                                                      | 9.397   |
| Plínio Gayer                                                             | PSD                                                                      | 8.405   |
| João de Abreu                                                            | PSP                                                                      | 6.635   |
| Benedito Vaz                                                             | PSD                                                                      | 6.111   |
| Guaporé                                                                  |                                                                          |         |
| Aluísio Ferreira                                                         | PSD                                                                      | 1.288   |
| Maranhão                                                                 |                                                                          |         |
| Paulo Ramos                                                              | PTB                                                                      | 13.977  |
| Alfredo Duailibe                                                         | PST                                                                      | 11.352  |
| Cunha Machado                                                            | PST                                                                      | 9.394   |
| Afonso Matos                                                             | PST                                                                      | 9.378   |
| José Matos                                                               | PST                                                                      | 8.786   |
| Clodomir Millet                                                          | PSP                                                                      | 7.934   |
| Benedito Lago                                                            | PST                                                                      | 7.832   |
| Antenor Bogéa                                                            | UDN                                                                      | 6.577   |
| José Neiva                                                               | PSP                                                                      | 6.445   |
| Mato Grosso                                                              |                                                                          |         |
| João Ponce de Arruda                                                     | PSD                                                                      | 11.037  |
| Dolor de Andrade                                                         | UDN                                                                      | 7.632   |
| Ataíde Bastos                                                            | UDN                                                                      | 7.277   |
| Lício Borralho                                                           | PTB                                                                      | 6.643   |
| Aral Moreira                                                             | UDN                                                                      | 4.616   |
| Filadelfo Garcia                                                         | PSD                                                                      | 4.528   |
| Virgílio Correia                                                         | PSD                                                                      | 3.406   |
| Minas Gerais                                                             |                                                                          |         |
| Ovídio de Abreu                                                          | PSD                                                                      | 43.115  |
| Benedito Valadares                                                       | PSD                                                                      | 38.987  |
| Vasconcelos Costa                                                        | PSD                                                                      | 32.500  |
| Walter Athayde                                                           | PTB                                                                      | 28.832  |
| Euvaldo Lodi                                                             | PSD                                                                      | 24.689  |
| Magalhães Pinto                                                          | UDN                                                                      | 24.408  |
| Bias Fortes                                                              | PSD                                                                      | 23.884  |
| Osvaldo Costa                                                            | PSD                                                                      | 21.280  |
| Monteiro de Castro                                                       | UDN                                                                      | 20.528  |
| Leopoldo Maciel                                                          | UDN                                                                      | 18.895  |
| Alberto Deodato                                                          | UDN                                                                      | 18.689  |
| Olavo Bilac Pinto                                                        | UDN                                                                      | 18.334  |
| Israel Pinheiro                                                          | PSD                                                                      | 18.128  |
| Carlos Luz                                                               | PSD                                                                      | 17.663  |
| Rondon Pacheco                                                           | UDN                                                                      | 17.524  |
| Afonso Arinos                                                            | UDN                                                                      | 17.253  |
| Licurgo Leite                                                            | UDN                                                                      | 17.068  |
| Antônio Peixoto                                                          | UDN                                                                      | 16.620  |
| Guilherme Machado                                                        | UDN                                                                      | 16.578  |
| José Bonifácio                                                           | UDN                                                                      | 16.530  |
| Guilhermino de Oliveira                                                  | PSD                                                                      | 16.331  |
| Feliciano Pena                                                           | PR                                                                       | 16.276  |
| Manuel Peixoto                                                           | UDN                                                                      | 15.664  |
| Dilermando Cruz                                                          | PR                                                                       | 15.631  |
| Olinto Fonseca                                                           | PSD                                                                      | 15.209  |
| Jaeder Albergaria                                                        | PSD                                                                      | 13.720  |
| José Maria Alkmin                                                        | PSD                                                                      | 13.250  |
| Tristão da Cunha                                                         | PR                                                                       | 13.203  |
| Gustavo Capanema                                                         | PSD                                                                      | 13.154  |
| Mário Palmério                                                           | PTB                                                                      | 11.797  |
| Uriel Alvim                                                              | PSD                                                                      | 11.710  |
| Tancredo Neves                                                           | PSD                                                                      | 11.515  |
| Daniel de Carvalho                                                       | PR                                                                       | 10.821  |
| Hildebrando Bisaglia                                                     | PTB                                                                      | 10.706  |
| Lúcio Bittencourt                                                        | PTB                                                                      | 10.519  |
| Pinheiro Chagas                                                          | PSD                                                                      | 10.489  |
| Clemente Medrado                                                         | PSD                                                                      | 10.467  |
| Machado Sobrinho                                                         | PTB                                                                      | 7.989   |
| Pará                                                                     |                                                                          |         |
| Epílogo de Campos                                                        | UDN                                                                      | 29.527  |
| Lameira Bittencourt                                                      | PSD                                                                      | 20.868  |
| Armando Corrêa                                                           | PSD                                                                      | 12.469  |
| Deodoro de Mendonça                                                      | PSP                                                                      | 12.046  |
| Augusto Meira                                                            | PSD                                                                      | 11.902  |
| Virgínio Santa Rosa                                                      | PSP                                                                      | 11.617  |
| Nelson Parijós                                                           | PSD                                                                      | 11.497  |
| Osvaldo Orico                                                            | PSD                                                                      | 11.419  |
| Paulo Maranhão                                                           | UDN                                                                      | 9.159   |
| Paraíba                                                                  |                                                                          |         |
| Alcides Carneiro                                                         | PSD                                                                      | 17.654  |
| Elpídio de Almeida                                                       | PSD                                                                      | 17.283  |
| José Joffily                                                             | PSD                                                                      | 17.198  |
| Samuel Duarte                                                            | PSD                                                                      | 16.378  |
| João Agripino                                                            | UDN                                                                      | 15.224  |
| Janduhy Carneiro                                                         | PSD                                                                      | 13.883  |
| Ernani Sátiro                                                            | UDN                                                                      | 12.365  |
| José Gaudêncio                                                           | UDN                                                                      | 11.750  |
| Antônio Pereira Diniz                                                    | PSD                                                                      | 11.627  |
| Osvaldo Trigueiro                                                        | UDN                                                                      | 11.409  |
| Paraná                                                                   |                                                                          |         |
| Parailio Borba                                                           | PTB                                                                      | 22.986  |
| Artur Santos                                                             | UDN                                                                      | 15.648  |
| Vieira Lins                                                              | PTB                                                                      | 15.211  |
| Pedro Firman Neto                                                        | PSD                                                                      | 14.764  |
| Ostoja Roguski                                                           | UDN                                                                      | 14.510  |
| Lacerda Werneck                                                          | UDN                                                                      | 12.340  |
| Melo Braga                                                               | PTB                                                                      | 12.201  |
| Lauro Lopes                                                              | PSD                                                                      | 10.341  |
| Aramis Athayde                                                           | PSD                                                                      | 9.252   |
| Pernambuco                                                               |                                                                          |         |
| Heráclio Rego                                                            | PSD                                                                      | 24.566  |
| Arruda Câmara                                                            | PDC                                                                      | 19.741  |
| Jarbas Maranhão                                                          | PSD                                                                      | 18.768  |
| João Roma                                                                | PSD                                                                      | 16.232  |
| Alde Sampaio                                                             | UDN                                                                      | 13.711  |
| João Cleofas                                                             | UDN                                                                      | 13.309  |
| Barros Carvalho                                                          | PTB                                                                      | 12.968  |
| Pedro de Sousa                                                           | PL                                                                       | 12.264  |
| Oscar Carneiro                                                           | PSD                                                                      | 12.179  |
| Magalhães Melo                                                           | PSD                                                                      | 11.911  |
| Ulisses Lins                                                             | PSD                                                                      | 11.173  |
| Paulo Guerra                                                             | PSD                                                                      | 10.947  |
| Otávio Correia                                                           | PSD                                                                      | 10.521  |
| Severino Mariz                                                           | PTB                                                                      | 10.327  |
| Lima Cavalcanti                                                          | UDN                                                                      | 10.077  |
| José de Pontes Vieira                                                    | PSD                                                                      | 9.604   |
| Nilo Coelho                                                              | PSD                                                                      | 9.474   |
| Neto Campelo                                                             | UDN                                                                      | 9.034   |
| João Ferreira Lima                                                       | PSD                                                                      | 8.422   |
| Piauí                                                                    |                                                                          |         |
| Leônidas Melo                                                            | PSD                                                                      | 17.656  |
| José Cândido Ferraz                                                      | UDN                                                                      | 16.262  |
| José Vitorino Correia                                                    | PSD                                                                      | 15.959  |
| Sigefredo Pacheco                                                        | PSD                                                                      | 15.066  |
| Demerval Lobão                                                           | UDN                                                                      | 13.104  |
| Chagas Rodrigues                                                         | UDN                                                                      | 11.120  |
| Antônio Correia                                                          | UDN                                                                      | 9.265   |
| Rio Branco                                                               |                                                                          |         |
| Félix Valois                                                             | PSP                                                                      | 1.418   |
| Rio de Janeiro                                                           |                                                                          |         |
| Abelardo Mata                                                            | PTB                                                                      | 23.180  |
| Carlos Roberto                                                           | PSD                                                                      | 18.485  |
| Brígido Tinoco                                                           | PSD                                                                      | 17.749  |
| Saturnino Braga                                                          | PSD                                                                      | 16.236  |
| Celso Peçanha                                                            | PTB                                                                      | 14.018  |
| Edilberto Castro                                                         | UDN                                                                      | 12.720  |
| José Pedroso                                                             | PSD                                                                      | 12.482  |
| Getúlio de Moura                                                         | PSD                                                                      | 12.280  |
| Paranhos de Oliveira                                                     | PTB                                                                      | 12.060  |
| Galdino do Vale Filho                                                    | UDN                                                                      | 11.516  |
| Hélio de Macedo Soares                                                   | PSD                                                                      | 10.838  |
| Salo Brand                                                               | PTB                                                                      | 10.747  |
| Miguel Couto Filho                                                       | PSD                                                                      | 10.692  |
| Soares Filho                                                             | UDN                                                                      | 9.764   |
| Osvaldo Fonseca                                                          | PTB                                                                      | 9.501   |
| Tenório Cavalcanti                                                       | UDN                                                                      | 9.072   |
| Flávio Castrioto                                                         | PSP                                                                      | 7.633   |
| Rio Grande do Norte                                                      |                                                                          |         |
| José Arnaud                                                              | PSD                                                                      | 14.049  |
| Dix-Huit Rosado                                                          | PR                                                                       | 13.064  |
| Teodorico Bezerra                                                        | PSD                                                                      | 12.812  |
| Mota Neto                                                                | PSD                                                                      | 12.436  |
| André Fernandes                                                          | UDN                                                                      | 12.071  |
| Aluizio Alves                                                            | UDN                                                                      | 11.435  |
| José Augusto                                                             | UDN                                                                      | 10.830  |
| Rio Grande do Sul                                                        |                                                                          |         |
| Brochado da Rocha                                                        | PTB                                                                      | 44.812  |
| João Goulart                                                             | PTB                                                                      | 39.832  |
| Clóvis Pestana                                                           | PSD                                                                      | 29.682  |
| Rui Ramos                                                                | PTB                                                                      | 23.955  |
| Adroaldo Costa                                                           | PSD                                                                      | 23.777  |
| Raul Pilla                                                               | PL                                                                       | 21.885  |
| Fernando Ferrari                                                         | PTB                                                                      | 21.434  |
| Wolfram Metzler                                                          | PRP                                                                      | 21.426  |
| Hermes Sousa                                                             | PSD                                                                      | 14.617  |
| Flores da Cunha                                                          | UDN                                                                      | 13.995  |
| Henrique Pagnoncelli                                                     | PTB                                                                      | 13.433  |
| Daniel Faraco                                                            | PSD                                                                      | 13.291  |
| Nestor Jost                                                              | PSD                                                                      | 12.843  |
| Paulo Couto                                                              | PTB                                                                      | 12.697  |
| Aquiles Mincarone                                                        | PTB                                                                      | 12.194  |
| Coelho de Sousa                                                          | PL                                                                       | 12.040  |
| Tarso Dutra                                                              | PSD                                                                      | 11.281  |
| Sílvio Echenique                                                         | PTB                                                                      | 10.802  |
| Willy Frohlich                                                           | PSD                                                                      | 10.758  |
| Américo Godói Ilha                                                       | PSD                                                                      | 10.496  |
| César Santos                                                             | PTB                                                                      | 10.449  |
| Germano Dockhorn                                                         | PTB                                                                      | 10.399  |
| Santa Catarina                                                           |                                                                          |         |
| Saulo Ramos                                                              | PTB                                                                      | 21.848  |
| Jorge Lacerda                                                            | UDN                                                                      | 17.991  |
| Joaquim Ramos                                                            | PSD                                                                      | 16.499  |
| Leoberto Leal                                                            | PSD                                                                      | 15.381  |
| Afonso Wanderley Jr                                                      | UDN                                                                      | 14.023  |
| Waldemar Rupp                                                            | UDN                                                                      | 13.552  |
| Plácido Olímpio de Oliveira                                              | UDN                                                                      | 12.987  |
| Agripa de Castro Faria                                                   | PSD                                                                      | 12.295  |
| Armando Simone Pereira                                                   | PSD                                                                      | 9.553   |
| São Paulo                                                                |                                                                          |         |
| Emilio Carlos                                                            | PTN                                                                      | 43.658  |
| Auro de Moura Andrade                                                    | UDN                                                                      | 37.570  |
| Carmelo d'Agostino                                                       | PSP                                                                      | 34.927  |
| Manhães Barreto                                                          | PSP                                                                      | 31.128  |
| Frota Moreira                                                            | PTB                                                                      | 30.500  |
| Ubirajara Keutenedjian                                                   | PSP                                                                      | 30.421  |
| Cunha Bueno                                                              | PSD                                                                      | 23.524  |
| Campos Vergal                                                            | PSP                                                                      | 22.458  |
| Ivete Vargas                                                             | PTB                                                                      | 18.607  |
| Ranieri Mazzilli                                                         | PSD                                                                      | 17.571  |
| Paulo Abreu                                                              | PTB                                                                      | 17.393  |
| Carvalho Sobrinho                                                        | PSP                                                                      | 16.321  |
| Ferreira Martins                                                         | PSP                                                                      | 16.213  |
| Ortiz Monteiro                                                           | PTB                                                                      | 15.931  |
| Paulo Lauro                                                              | PSP                                                                      | 15.721  |
| Anísio Moreira                                                           | PSP                                                                      | 15.714  |
| Arnaldo Cerdeira                                                         | PSP                                                                      | 15.392  |
| Antônio Feliciano                                                        | PSD                                                                      | 17.387  |
| Moura Rezende                                                            | PSP                                                                      | 15.027  |
| Menotti del Picchia                                                      | PTB                                                                      | 14.842  |
| Artur Audrá                                                              | PTB                                                                      | 14.708  |
| Vieira Sobrinho                                                          | PSP                                                                      | 14.689  |
| Eusébio Rocha                                                            | PTB                                                                      | 14.050  |
| Ulysses Guimarães                                                        | PSD                                                                      | 13.944  |
| Ernesto Pereira Lopes                                                    | UDN                                                                      | 13.877  |
| Novelli Júnior                                                           | PSD                                                                      | 13.775  |
| Marrey Júnior                                                            | PTB                                                                      | 13.708  |
| Romeu Fiori                                                              | PTB                                                                      | 13.070  |
| Castilho Cabral                                                          | PSP                                                                      | 12.482  |
| Dário Barros                                                             | PTN                                                                      | 12.377  |
| Mário Beni                                                               | PSP                                                                      | 12.236  |
| Lima Figueiredo                                                          | PSD                                                                      | 11.945  |
| Íris Meinberg                                                            | UDN                                                                      | 11.832  |
| Marino Machado                                                           | PSD                                                                      | 11.432  |
| Herbert Levy                                                             | UDN                                                                      | 11.371  |
| Lauro Cruz                                                               | UDN                                                                      | 10.790  |
| Coutinho Cavalcanti                                                      | PTN                                                                      | 9.622   |
| Ferraz Egreja                                                            | UDN                                                                      | 9.191   |
| Nelson Omegna                                                            | PTN                                                                      | 8.229   |
| Alberto Bottino                                                          | PTN                                                                      | 7.908   |
| Sergipe                                                                  |                                                                          |         |
| Leite Neto                                                               | PSD                                                                      | 18.182  |
| Francisco Macedo                                                         | PTB                                                                      | 14.881  |
| Leandro Maciel                                                           | UDN                                                                      | 6.580   |
| Luís Garcia                                                              | UDN                                                                      | 5.860   |
| Carvalho Neto                                                            | PSD                                                                      | 4.562   |
| Amando Fontes                                                            | PR                                                                       | 5.855   |
| Orlando Dantas                                                           | PSB                                                                      | 3.213   |
| [icon]                                                                   | Esta seção está vazia. Você pode ajudar acrescentando informações a ela. |         |